# 감계중학교
감계중학교(鑑溪中學校)는 대한민국 경상남도 창원시 의창구 북면 감계리에 있는 공립 중학교이다.

## 학교 연혁
- 2015년 3월 5일 : 감계중학교 교사 착공
- 2016년 2월 4일 : 감계중학교 교사 준공
- 2016년 3월 1일 : 감계중학교 개교
- 2016년 3월 1일 : 초대 강남기 교장 부임
- 2016년 3월 2일 : 제1회 입학식 거행(남 63명, 여 62명 총 125명)
- 2019년 2월 14일 : 제1회 졸업식 거행(남 76명, 여 70명 총 146명)
- 2022년 3월 1일 : 제4대 심재권 교장 부임
- 2022년 12월 30일 : 제5회 졸업식(남 114명, 여 93명 계 207명)
- 2023년 3월 2일 : 제8회 입학식(남 158명, 여 169명 계 327명)

## 참고 자료
- 감계중학교 - 한국교육학술정보원 학교알리미